# 龍運巴士A32線
龍運巴士A32線是由龍運巴士營運的一條機場全日巴士路線，來往葵涌邨及機場（地面運輸中心），途經大窩口及青衣，提供特快往返機場及港珠澳大橋香港口岸的服務予大窩口與青衣的居民和酒店住客。
本線另設深宵路線NA32線，來往葵涌邨及港珠澳大橋香港口岸。

## 歷史
自赤鱲角新機場於1998年7月6日啟用後，A31線為荃灣市中心、葵興、葵芳、青衣南的居民提供直達機場的服務。不過新機場運作多年後，A31線的走線迂迴，需取道葵興、葵芳及青衣南，而且未能覆蓋人口不斷上升的德士古道及永順街（荃灣西（七區））一帶私人屋苑，而長安邨一帶的居民亦只能使用繞經東涌及機場後勤區往返機場的E32線。
因此，運輸署和龍運巴士於《2016-2017年度巴士路線計劃》建議修改A31線，來回程改經關門口街、聯仁街、馬頭壩道、德士古道（橫龍街工業區、環宇海灣）、青荃橋、長安邨及青衣北岸公路，不再經葵興、葵芳及青衣南，並開辦此路線替代A31線於受影響地區往返機場的服務，總站設於葵涌邨，以減低前者走線迂迴的情況。
- 2016年12月3日：A32線投入服務，來往葵涌邨及機場（地面運輸中心）。[8]

- 2017年6月1日：NA32線投入服務，由葵涌邨單向開往機場（地面運輸中心）。[9]

- 2017年11月1日：NA32線線增設由機場（地面運輸中心）開往葵涌邨之回程服務。 [10]

- 2018年5月1日：NA32線正式提升為常規路線。

- 2018年10月24日：NA32線總站延長至港珠澳大橋香港口岸，來回程增設「國泰城」站。[11]

- 2019年6月1日至2020年2月29日：NA32線試驗增設01:35由港珠澳大橋香港口岸開出的班次[12] [13]

- 2019年11月29日：取消「二號客運大樓」巴士站[14]

- 2023年6月25日：A32線改經大窩口、青衣邨及翠怡花園，不再經葵興及葵芳。[15]

- 2024年3月17日：A32線來回方向繞經港珠澳大橋香港口岸，往機場方向繞經「青衣碼頭」站。[16]

- 2024年11月17日：NA32線改經大窩口、青衣邨及翠怡花園，不再經葵興及葵芳。[17][18]

## 服務時間及班次
A32
| 每日葵涌邨開 | 每日葵涌邨開 | 每日葵涌邨開 | 每日葵涌邨開 | 每日葵涌邨開 |
| ------------ | ------------ | ------------ | ------------ | ------------ |
| 05:25        | 06:25        | 07:25        | 07:55        | 08:30        |
| 09:30        | 10:30        | 11:30        | 12:30        | 13:30        |
| 14:30        | 15:30        | 16:30        | 17:30        | 18:30        |
| 19:30        | 20:30        | 21:30        | 22:30        | 23:25        |

| 每日機場（地面運輸中心）開 | 每日機場（地面運輸中心）開 | 每日機場（地面運輸中心）開 | 每日機場（地面運輸中心）開 | 每日機場（地面運輸中心）開 |
| -------------------------- | -------------------------- | -------------------------- | -------------------------- | -------------------------- |
| 06:15                      | 07:05                      | 08:05                      | 09:05                      | 10:05                      |
| 11:05                      | 12:05                      | 13:05                      | 14:05                      | 15:05                      |
| 16:05                      | 17:05                      | 18:05                      | 19:05                      | 20:05                      |
| 21:05                      | 22:05                      | 23:05                      | 23:45                      |                            |

- 註：紅字班次繞經機場博覽館及航天城東路。

NA32
- 港珠澳大橋香港口岸開：00:20、01:10
- 葵涌邨開：04:10、04:45

## 收費
| 路線 | 全程收費 | 分段收費                      |
| ---- | -------- | ----------------------------- |
| A32  | $19.8    | - 過青嶼幹線後往葵涌邨：$11.3 |
| NA32 | $34.6    | - 過青嶼幹線後往葵涌邨：$22.6 |

| - 本線設有12歲以下小童及65歲或以上長者半價優惠。 - 本線不設長者及殘疾人士每程$2.0的票價優惠；12至64歲殘疾人士如使用「殘疾人士身份」個人八達通，以及60至64歲香港居民使用「樂悠咭」繳付車資，會以全費計算。 - 乘客可以現金或八達通於上車時付款，不設找續。 - 每位成人乘客可免費攜帶最多兩名4歲以下而不佔座位的兒童乘客乘車，超額之4歲以下小童必須繳付小童車費乘車。 - 持有「九巴月票」之乘客在車票有效期內，乘搭機場「A」及「NA」線（包括本路線）可享原價二七折優惠（不會計算每天10次合資格車程）；而其他九龍巴士及龍運巴士路線則可每日可享合共最多10程（不包括B1線，但包括聯營路線的九龍巴士／龍運巴士提供的班次；惟B1線則每日可享最多各2程（不會計算每天10次合資格車程））。 - 九龍巴士、城巴、龍運巴士及陽光巴士全職員工及家屬（不包括外判職員）可免費乘搭本路線，惟必須拍職員或職員家屬八達通。 - 乘客亦可透過多元化電子支付系統（e度嘟）繳付車資，包括使用非接觸式VISA卡、JCB卡、萬事達卡、銀聯卡、美國運通、大來國際、Discover Card、Apple Pay、Google Pay、Samsung Pay、AlipayHK「易乘碼」、支付寶、WeChatHK／微信支付「搭車碼」、銀聯雲閃付「乘車碼」及BOC Pay「乘車碼」。使用此支付方式的乘客可享有中途下車之分段收費，以及與其他九巴／龍運獨營路線或聯營線九巴／龍運班次之轉乘優惠，惟不能享有與非九巴／龍運路線之轉乘優惠，亦不能享有「公共交通費用補貼計劃」。 |

### 八達通轉乘優惠
乘客登上本線後指定時間內以同一張八達通卡轉乘以下路線，或從以下路線登車後指定時間內以同一張八達通卡轉乘本線，次程可獲車資折扣或免費：
A32←→龍運巴士E線
- A32往機場 → E31、E36P或E42往東涌／機場，次程車資全免，於青嶼幹線轉車站轉乘，轉乘時限為150分鐘
- E31、E36P或E42往市區 → A32往葵涌邨，回贈首程車資，於青嶼幹線轉車站轉乘，轉乘時限為90分鐘
- A32往機場 → E32或E41往機場博覽館，次程車資全免，於青嶼幹線轉車站或機場（一號停車場）轉乘，轉乘時限為150分鐘
- E32或E41往往市區 → A32往葵涌邨，回贈首程車資，於機場（地面運輸中心）或青嶼幹線轉車站轉乘，轉乘時限為90分鐘

A32←→R8，於青嶼幹線轉車站轉乘，次程可獲$3折扣優惠
- A32任何方向 → R8往迪士尼樂園，轉乘時限為120分鐘
- R8往青嶼幹線轉車站 → A32任何方向，轉乘時限為60分鐘

## 使用車輛
本線現時與A30合共使用7輛巴士行走。

## 行車路線
A32

A32的走線圖

葵涌邨開經：大窩口道、禾塘咀街、禾葵里、葵涌道、青山公路－葵涌段、德士古道、青荃路、擔桿山交匯處、楓樹窩路、青葉街、青綠街、青敬路、楓樹窩路、青衣鄉事會路、青衣路、青康路、青衣西路、長青公路、青衣西北交匯處、青嶼幹線、北大嶼山公路、機場路、暢航路、機場路、機場南交匯處、暢連路、航天城交匯處、赤鱲角路、順暉路、順匯路、赤鱲角路、東榮路、機場路及暢連路。
機場（地面運輸中心）開經：暢連路、機場南交匯處、暢連路、航天城交匯處、赤鱲角路、順暉路、順匯路、赤鱲角路、順朗路、北大嶼山公路、青嶼幹線、青衣西北交匯處、長青公路、青衣西路、青康路、青衣路、青衣鄉事會路、楓樹窩路、青敬路、青綠街、青葉街、楓樹窩路、擔桿山交匯處、青荃路、德士古道及大窩口道。
A32線具體停站請參考資訊框。。
NA32
葵涌邨開經：大窩口道、禾塘咀街、禾葵里、葵涌道、青山公路－葵涌段、德士古道、青荃路、擔桿山交匯處、楓樹窩路、青葉街、青綠街、青敬路、楓樹窩路、青衣鄉事會路、青衣路、青康路、青衣西路、長青公路、青衣西北交匯處、青嶼幹線、北大嶼山公路、機場路、駿運路交匯處、觀景路、東岸路、機場路、暢航路、暢連路、暢航路、機場路、機場南交匯處、暢連路、航天城交匯處、赤鱲角路、順暉路及順匯路。
港珠澳大橋香港口岸開經：順匯路、赤鱲角路、東榮路、機場路、暢連路、機場（地面運輸中心）巴士總站、暢連路、機場南交匯處、機場路、東岸路、觀景路、駿明路、觀景路、駿運路交匯處、機場路、北大嶼山公路、青嶼幹線、青衣西北交匯處、長青公路、青衣西路、青康路、青衣路、青衣鄉事會路、楓樹窩路、青敬路、青綠街、青葉街、楓樹窩路、擔桿山交匯處、青荃路、德士古道及大窩口道。

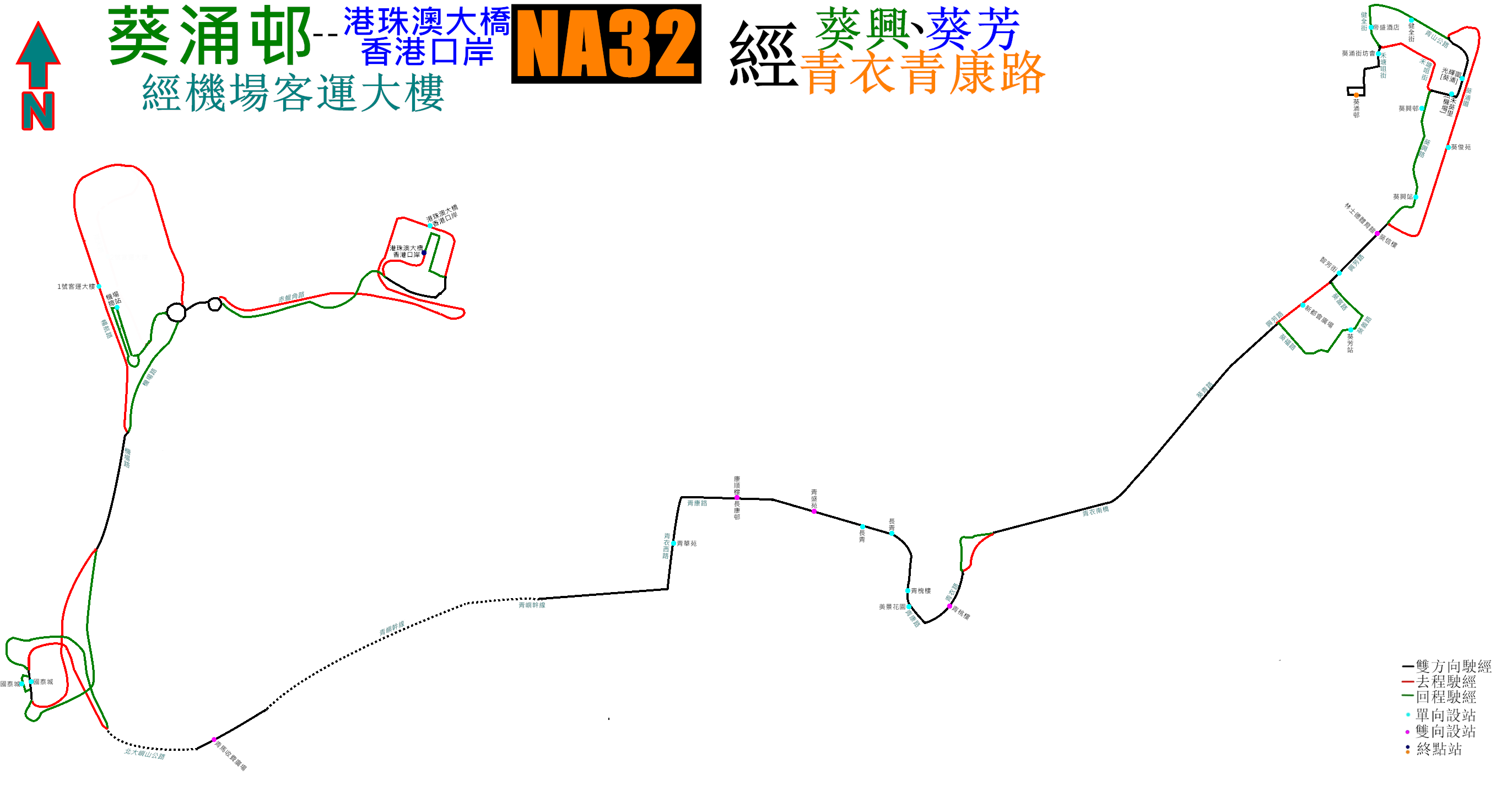
NA32的走線圖

NA32線具體停站請參考資訊框。。

## 使用狀況
A32線除了接載受A31線改道影響的大窩口邨、青衣南部的乘客，同時也能吸引葵涌邨及青衣中部的乘客搭乘，但此路線不入葵青區人流較為集中的葵芳葵興及長安一帶, 客量較A30及A31低。
2020年：最繁忙的一小時乘客量為63%。
2020年：NA32線乘客使用量為43%。

## 外部連結
龍運巴士
- 龍運巴士A32線 （页面存档备份，存于）

其他
- 龍運巴士A32線－681巴士總站 （页面存档备份，存于）